# يوردي كرويف
يوردي كرويف، من مواليد 9 فبراير 1974 في أمستردام في هولندا، لاعب كرة قدم هولندي، وهو أبن اللاعب الهولندي الاسطورة يوهان كرويف 
بدأ مسيرته الكروية مع نادي برشلونة بي في عام 1992، ولعب معهم حتى عام 1994، وشارك معهم في 51 مباراة وسجل 16 هدف، وفي عام 1994 تم تصعيده إلى الفريق الأول في نادي برشلونة، ولعب معهم حتى عام 1996، وشارك معهم في 41 مباراة وسجل 11 هدف، وفي عام 1996 انتقل إلى نادي مانشستر يونايتد الإنجليزي، ولعب معهم حتى عام 1998، وشارك معهم في 26 مباراة وسجل 4 أهداف، وفي عام 1999 أعير إلى نادي سيلتا فيغو الإسباني، وشارك معهم في 8 مباريات وسجل هدف واحد، وفي موسم 1999/2000 عاد إلى نادي مانشستر يونايتد الإنجليزي، ولعب معهم 8 مباريات وسجل 3 أهداف، وفي عام 2000 انتقل إلى نادي ألافيس الإسباني، ولعب معهم حتى عام 2003، وشارك معهم في 94 مباراة وسجل 7، وفي موسم 2003/2004 لعب مع نادي أسبانيول، وشارك معهم في 30 مباراة وسجل 3 أهداف، ومنذ عام 2006 وهو يلعب مع نادي ميتالروه دونتيسك.
و قد لعب مع منتخب هولندا لكرة القدم 9 مباريات دولية وسجل هدف واحد، وكان هذا الهدف في كأس الأمم الأوروبية لكرة القدم 1996.

## روابط خارجية
- يوردي كرويف على موقع الاتحاد الدولي (مؤرشف)  (الإنجليزية)
- يوردي كرويف على موقع الاتحاد الأوربي (الإنجليزية)
- يوردي كرويف على موقع اتحاد أوكرانيا (الإنجليزية)
- يوردي كرويف على موقع قاعدة بيانات كرة القدم.إي يو (الإنجليزية)
- يوردي كرويف على موقع ليكيب (الفرنسية)
- يوردي كرويف على موقع ناشيونال فوتبول تيمز (الإنجليزية)
- يوردي كرويف على موقع Soccerbase.com (لاعب) (الإنجليزية)
- يوردي كرويف على موقع Soccerway.com (الإنجليزية)
- يوردي كرويف على موقع عالم كرة القدم.نت (الإنجليزية)
- يوردي كرويف على موقع كووورة